# مارفن ساندرز
مارفن ساندرز (بالإنجليزية: Marvin Sanders)‏ هو مدرب رياضي أمريكي، ولد في 2 أكتوبر 1967 في شيكاغو في الولايات المتحدة.